# Jean-Pierre Aguilar
Pour les articles homonymes, voir Aguilar.
Jean-Pierre Aguilar, né à Bordeaux le 9 août 1960 et mort le 4 juillet 2009 à Saint-Pons,, est un entrepreneur français.

## Biographie
Diplômé de Grenoble INP - Ensimag (promotion 1984) et de HEC Paris, Jean-Pierre Aguilar commence sa carrière dans la charge d'agents de change Legrand Legrand comme gérant de couvertures de comptes clients sur le MATIF.
Il fonde la société d'édition de logiciels financiers Ubitrade en 1988, la société de gestion de portefeuilles Capital Fund Management (CFM) en 1991 et la société de recherche et d'ingénierie financière Science & Finance en 1994. Après avoir fusionné Science & Finance et CFM et vendu Ubitrade à la société GL Trade en 2004, il se consacre au développement de sa société de gestion pour en faire le leader français de la gestion alternative.
Il est membre du Chicago Mercantile Exchange et du Chicago Board of Trade.
Membre de l'équipe de France de vol à voile, il meurt le 4 juillet 2009 lors d'un accident de planeur à Barcelonnette,, en marge d'une compétition "Open CFM de Vol à voile - Barcelonnette 2009", parrainée par la société Capital Fund Management qu'il présidait.

## Vie privée
Il a une femme et trois enfants.